# Halte de Limoux-Flassian
Halte de Limoux-Flassian vasútállomás Franciaországban, Limoux településen.

## Vasútvonalak
Az állomást az alábbi vasútvonalak érintik:
- Carcassonne-Rivesaltes-vasútvonal

## Kapcsolódó állomások
A vasútállomáshoz az alábbi állomások vannak a legközelebb:
- Gare de Pomas
- Gare de Limoux